# I Get Around (2Pac)
I Get Around is de tweede single van het album Strictly 4 My N.I.G.G.A.Z. van 2Pac. De single werd uitgebracht op 10 juni 1993 en kwam begin juli binnen in de Billboard Hot 100, waar als hoogste positie de elfde plaats werd bereikt.